# 彼得里夫齊
49°52′28″N 33°31′18″E / 49.87444°N 33.52167°E
彼得里夫齊（烏克蘭語：Петрівці），是烏克蘭的村落，位於該國中部波爾塔瓦州，由米爾霍羅德區米尔霍罗德市镇負責管轄，處於霍羅爾河左岸，分別距離雷巴利斯凱1公里和梅柳什基2公里，海拔高度101米，2001年人口1,685。